# Condado de Chenango
El condado de Chenango (en inglés: Chenango County) es un condado del estado estadounidense de Nueva York creado en 1798. En el 2000 el condado tenía una población de 51.401 habitantes en una densidad de población de 22 personas por km². La sede de condado es Norwich.

## Geografía
Según la Oficina del Censo, el condado tiene un área total de 2328 km² (898,8 mi²), de la cual 2318 km² (895 mi²) es tierra y 10 km² (3,9 mi²) (0.48%) es agua.

## Condados adyacentes
- Condado de Madison, Nueva York - norte
- Condado de Otsego, Nueva York - noreste
- Condado de Delaware, Nueva York - sureste
- Condado de Broome, Nueva York - sur
- Condado de Cortland, Nueva York - oeste

## Demografía
En el 2000 la renta per cápita promedia del condado era de $33,679, y el ingreso promedio para una familia era de $39,711. En 2000 los hombres tenían un ingreso per cápita de $30,363 versus $22,429 para las mujeres. El ingreso per cápita para el condado era de $16,427 y el 14.40% de la población estaba bajo el umbral de pobreza nacional.

## Localidades
- Afton (villa)*
- Afton (pueblo)
- Bainbridge (pueblo)
- Bainbridge (villa)
- Columbus (pueblo)
- Coventry (pueblo)
- Earlville (villa)
- German (pueblo)
- Greene (pueblo)
- Greene (villa)
- Guilford (pueblo)
- Lincklaen (pueblo)
- McDonough (pueblo)
- New Berlin (pueblo)
- New Berlin (villa)
- North Norwich (pueblo)
- Norwich es la única ciudad del condado
- Norwich (pueblo)
- Otselic (pueblo)
- Oxford (pueblo)
- Oxford (villa)
- Pharsalia (pueblo)
- Pitcher (pueblo)
- Plymouth (pueblo)
- Preston (pueblo)
- Rockdale (aldea)
- Sherburne (pueblo)
- Sherburne (villa)
- Smithville (pueblo)
- Smithville Flats (lugar designado por el censo)
- Smyrna (pueblo)
- Smyrna (villa)